# Vườn quốc định Akkeshi-Kiritappu-Konbumori
Vườn quốc định Akkeshi-Kiritappu-Konbumori (厚岸霧多布昆布森国定公園 Akkeshi Kiritappu Konbu-mori kokutei kōen) là một vườn quốc gia dự kiến nằm ở phía đông đảo Hokkaidō, Nhật Bản. Được thành lập vào năm 2021, nó thuộc các đô thị Akkeshi, Hamanaka, Kushiro, and Shibecha. Khu bảo tồn này được thành lập để thay thế công viên tự nhiên tỉnh Akkeshi trước đó được thành lập vào năm 1955.

## Địa lý
Tổng diện tích của khu vực được bảo vệ này là 414,87 kilômét vuông (160,18 dặm vuông Anh), bao gồm vùng biển rộng 89,21 kilômét vuông (34,44 dặm vuông Anh) bao gồm ba khu vực ven biển không tiếp giáp, liền kề là các hồ, đầm lầy, đất ngập nước, rừng và các đảo. Các đặc điểm nổi bật tại khu vực gồm các đảo và đảo đá như đảo Daikoku, Kenbokki,  Todo, Tako, Kojima; các mũi đất Shirepa, Aikappu, Namida, Azechi, Kiritappu.

## Động thực vật
Hệ thực vật gồm Linh sam Sakhalin, bạch dương Erman, diên vĩ, nam việt quất. Trong khi động vật là sự xuất hiện của nhiều loài quý hiếm bị đe dọa như sếu Nhật Bản, đại bàng đuôi trắng, đại bàng biển Steller, chim báo bão Leach, hải âu cổ rụt mào lông.